# Kaigetsudō Ando

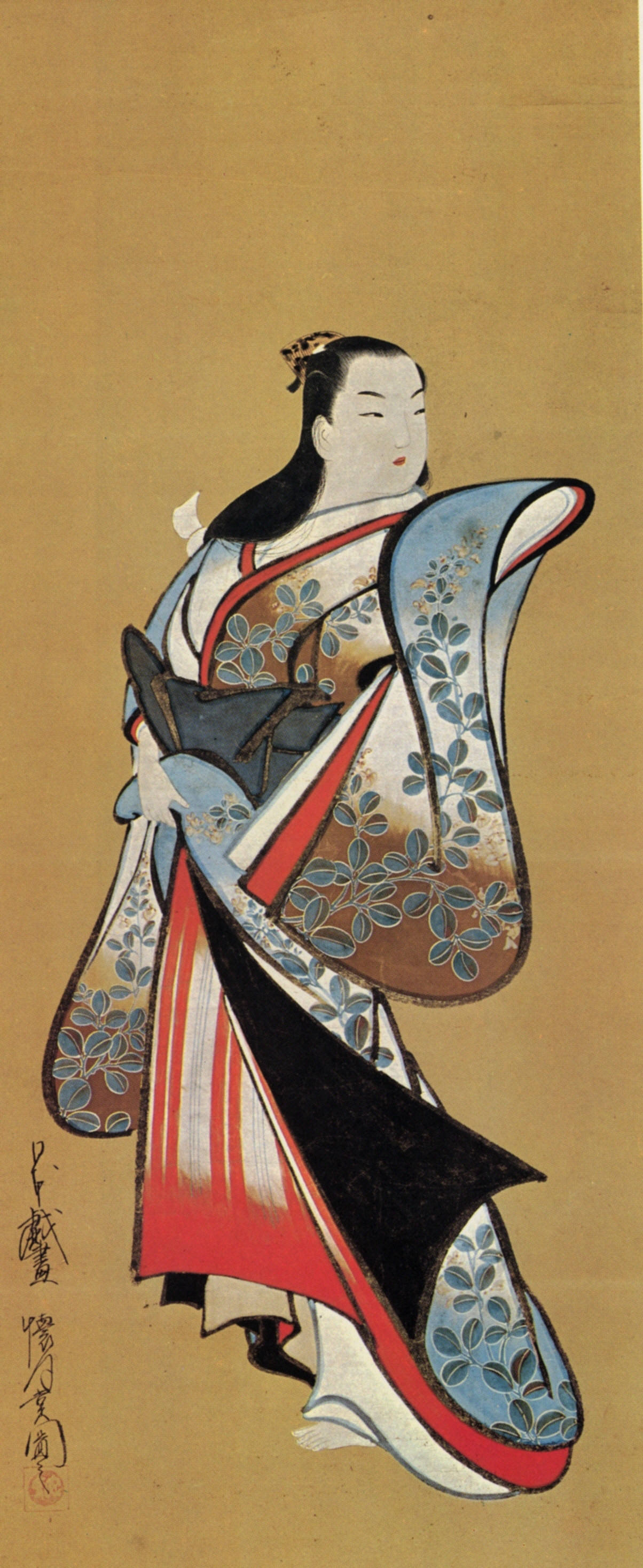
Una pintura bijin-ga de una cortesana, de Kaigetsudō Ando.

Kaigetsudō Ando (壊月堂安度?   c. 1671-1743), también conocido como Ando Yasunori, fue un artista japonés. Fue el fundador de la llamada Escuela Kaigetsudō, ligada al género Ukiyo-e. Aunque se le ha considerado un autor influyente y prolífico es probable que muchas de las obras que se le atribuyen hayan sido pintadas por sus discípulos. Kaigetsudō constituye una rareza entre los principales artistas de ukiyo-e, ya que solo hizo pinturas y nunca grabados en madera.

## Biografía
Ando vivía en el distrito Suwa-chō de Asakusa, en la antigua Edo, cerca del templo Sensō-ji. Estuvo activo principalmente entre 1700 y 1714. Algunos estudiosos han conjeturado que la formación inicial de Kaigetsudō pudo haber sido a través de ema, unas tablillas votivas de madera que se venden en los santuarios sintoístas. Un elemento distintivo de su estilo es la sensación de vacío alrededor de sus figuras, un elemento que encaja bien con el medio de las ema. Su estilo muestra influencias del padre de la pintura Ukiyo-e, Hishikawa Moronobu, y sus discípulos, así como influencias de ilustradores de libros como Yoshida Hanbei.
A Kaigetsudō Ando se le ha llegado a atribuir el haber popularizado del Ukiyo-e hacia un público más amplio. Sus trabajos se enfocaron en las Bijin-ga. Durante su etapa de auge tanto él como su estudio casi monopolizaron la producción de imágenes de las cortesanas de Yoshiwara, el distrito de placer de Edo. Su estilo se distingue especialmente por los patrones elaborados en el kimono de la cortesana. También se ha dicho que sus mujeres tenían una austeridad y un distanciamiento que las colocaba por encima de las representaciones puras de la sexualidad, el equivalente del período Edo a las «pin-ups» de época contemporánea.
La carrera de Kaigetsudō Ando llegó a su fin en 1714 por su implicación en un escándalo junto a un actor de Kabuki y una cortesana del círculo más cercano del shōgun, aunque no está del todo claro hasta qué punto estuvo involucrado en este asunto. Todos los implicados fueron castigados con el destierro fuera de Edo.